# Сагакурес
Сагакуре́с (каз. Сағакүрес) — село у складі Аксуського району Жетисуської області Казахстану. Входить до складу Карашиліцького сільського округу.
У радянські часи село називалось Сагакурус.
Населення — 506 осіб (2021; 565 у 2009, 525 у 1999, 614 у 1989).